# Campeonato Asiático de Handebol Masculino de 2000
O Campeonato Asiático de Handebol Masculino de 2000 (2000 البطولة الآسيوية لكرة اليد للرجال (em árabe)) foi a nona edição do principal campeonato de andebol (português europeu) ou handebol (português brasileiro) masculino do continente asiático. O Japão foi o país sede e os jogo ocorreram na cidade de Kumamoto.
A Coreia do Sul foi campeã pela sexta vez, com a China segundo e o Japão terceiro.